# Marcin Piątkowski
Marcin Piątkowski (ur. 3 września 1975 w Raciborzu) – polski ekonomista, wykładowca akademicki, profesor Akademii Leona Koźmińskiego, pracownik Banku Światowego.

## Życiorys
Ukończył studia magisterskie w Szkole Głównej Handlowej w Warszawie. W 2004 w Wyższej Szkole Przedsiębiorczości i Zarządzania im. Leona Koźmińskiego (od 2008 Akademia Leona Koźmińskiego) obronił pracę doktorską z nauk o zarządzaniu pod tytułem Wpływ technologii informatycznych i telekomunikacyjnych na wzrost gospodarczy i rozwój przedsiębiorstw w krajach posocjalistycznych; jej promotorem był Grzegorz Kołodko. Habilitował się w 2019 roku na tej samej uczelni na podstawie pracy Europe's Growth Champion. Insights from the Economic Rise of Poland.
Jest autorem książki Złoty wiek. Jak Polska została europejskim liderem wzrostu i jaka czeka ją przyszłość, nagrodzoną tytułem najlepszej książki ekonomiczno-biznesowej 2020 roku w konkursie „Dziennika Gazety Prawnej”.